# Csákánydoroszló
Csákánydoroszló (Duits: Zackersdorf-Frauendorf) is een plaats (község) en gemeente in het Hongaarse comitaat Vas. Csákánydoroszló telt 1785 inwoners (2001).

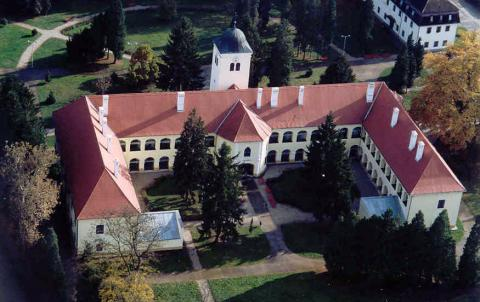
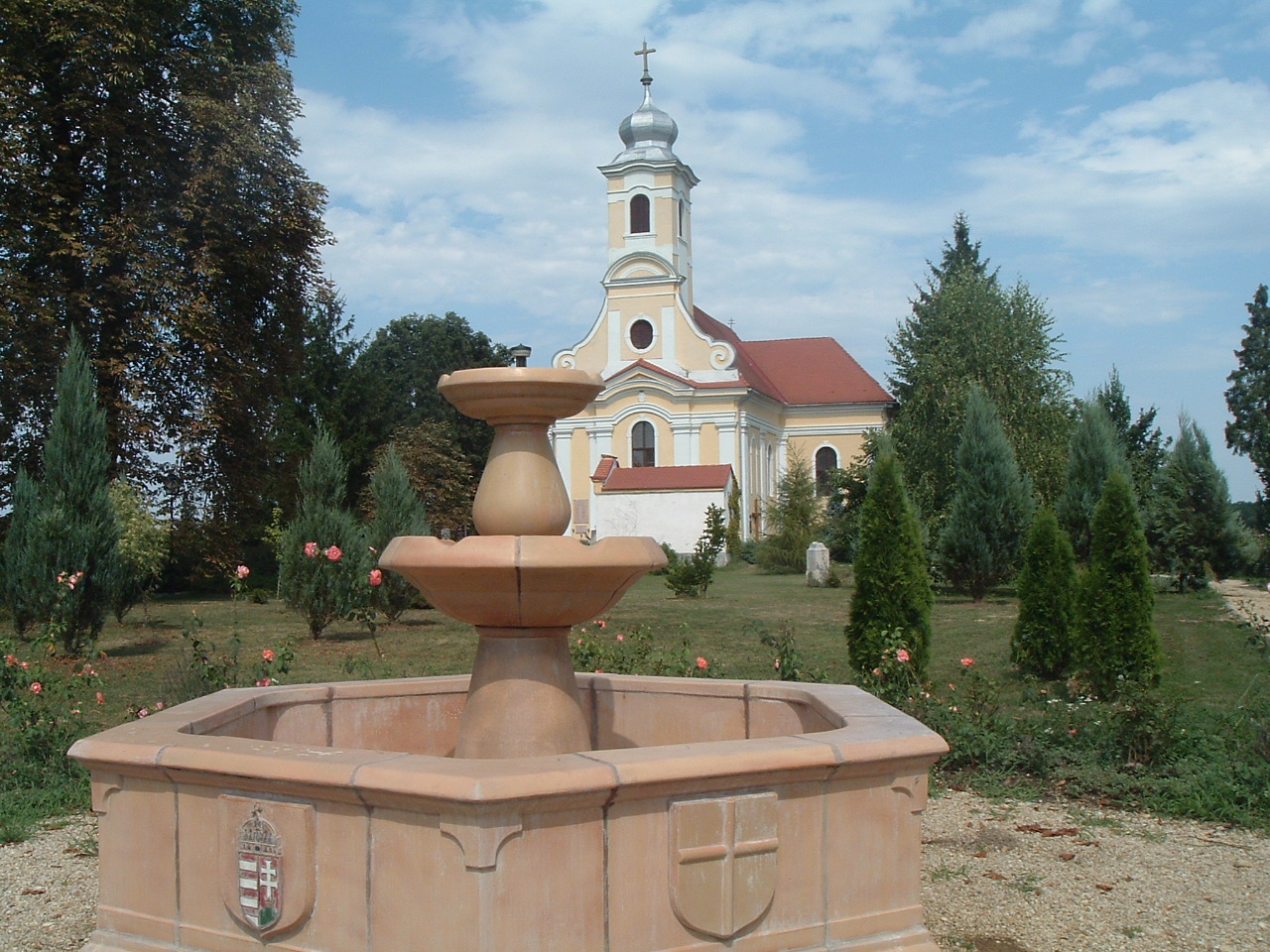